# Nikolaus Wilhelm de Nassau

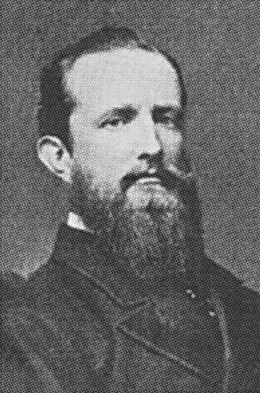
Prințul Nikolaus Wilhelm de Nassau

Nikolaus Wilhelm, Prinț de Nassau (20 septembrie 1832 - 17 septembrie 1905), a fost singurul fiu al Ducelui Wilhelm de Nassau și a celei de-a doua soții, Prințesa Pauline de Württemberg.

## Biografie
Nikolaus Wilhelm s-a născut la Biebrich, Ducatul de Nassau. A avut două surori bune și patru frați vitregi din prima căsătorie a tatălui său. A fost o rudă îndepărtată a familiei regale britanice atât prin tată cât și prin mamă, ambii descendenți ai regelui George al II-lea al Marii Britanii.
La 1 iulie 18868, la Londra, el s-a căsătorit morganatic cu Natalia Alexandrovna Pușchina (4 iunie 1836, Sankt Petersburg - 23 martie 1913, Cannes). Ea era fiica poetului Aleksandr Pușkin și a soției acestuia, Natalia Nikolaevna Goncharova. Cuplul a avut trei copii:
- Contesa Sophie de Merenberg (1 iunie 1868, Geneva - 14 septembrie 1927, Londra); creată contesă de Torby în 1891; s-a căsătorit la Sanremo la 26 februarie 1891 cu Marele Duce Mihail Mihailovici al Rusiei (n. 1861 - d. 1929); au avut copii.
- Contesa Alexandrine von Merenberg (14 decembrie 1869, Wiesbaden - 29 septembrie 1950, Buenos Aires); s-a căsătorit la Londra în 1914 cu Argentine Don Maximo de Elia (1851 - 1929); nu a avut copii.
- Contele Georg Nikolaus von Merenberg (13 februarie 1871, Wiesbaden - 31 mai 1948, Wiesbaden);  s-a căsătorit prima dată la 12 mai 1895 la Nice cu Prințesa Olga Alexandrovna Iurievskaia (n.1873 - d.1925), fiica împăratului Alexandru al II-lea al Rusiei și a soției lui morganatice, Prințesa Ecaterina Dolgorukova; au avut copii. S-a căsătorit pentru a doua oară la 2 ianuarie 1930, la Wiesbaden, cu Adelheid Moran-Brambeer (n. 1875 - d. 1942); nu au avut copii.